# Acrotona patefactior
Acrotona patefactior – gatunek chrząszcza z rodziny kusakowatych i podrodziny rydzenic.
Gatunek ten opisał po raz pierwszy w 2012 roku Roberto Pace. Jako lokalizację typową wskazano okolice stacji meteorologicznej na górze Kenia w Kenii.
Chrząszcz o błyszczącym, wydłużonym ciele długości 2,5 mm. Brązowa, pozbawiona siateczkowania, drobno, gęsto i powierzchownie punktowana głowa ma oczy krótsze od skroni. Czułki mają człony pierwszy i drugi żółtobrązowe, człon drugi dłuższy od poprzedniego, człon trzeci tak długi jak drugi i brązowy, a człony od czwartego do dziesiątego brązowe i szersze niż dłuższe. Przedplecze jest brązowe, pozbawione siateczkowania, bardzo drobno i gęsto ziarenkowane. Pokrywy są brązowe, gęsto i wyraźnie ziarenkowane, bardzo powierzchownie siateczkowane. Odnóża mają żółtawoczerwony kolor. Odwłok jest brązowy, gęsto i drobno ziarenkowany oraz wyraźnie i bezładnie siateczkowany z oczkami wielokątnymi.
Owad afrotropikalny, znany wyłącznie z góry Kenia w Kenii.